# Чиннах
Чиннах, Чиннхойн мохк (чечен. ЧӀиннах, ЧӀиннхойн мохк) — историческая область Чечни, расположенная на юго-западе региона. Ныне местность входит в Итум-Калинский район ЧР, является родиной исторического проживания чеченского тайпа Чинхой. Центр — село Ушкалой.

## География
Граничит на востоке с Зумса, на западе - с ЧӀуо, на севере - с. Гучан-кхелли, на юге - с ЧӀаьнта. Лежит в нижнем течении р. Зумсойн эрк, п. пр. ЧӀаьнтий Орга.

## История
Согласно предположениям современных этнографов этимология Чиннах исходит из «Ча-Нах» от слова «Ча» с чеч. медведь, «Нах» люди. Жители «ЧаНах» отличались природной силой (медвежьей), мужеством и своим высоким ростом..

## Населённые пункты
- БугӀара[1]
- Уьш-кхелли[1]
- БӀавге тӀи[3]
- Жел-кхелли[3]
- Сан-кхелли[3]
- Хьойхьа[3]
- БӀавхойн мерка - хутор[3]
- Басхуо - хутор[3]
- БӀеритӀа - хутора[3]
- Дукъарой[3]
- Совн-кхелли[3]
- Зоьрт-кхелли[3]
- Элда кхелли[3]
- Оьзна[3]
- ХӀуртан-кхелли[3]
- ЦӀорул-кхелли[3]
- Ӏина йистие[3]
- БазантӀи[4]
- Точа-кхелли[4]
- Пхьоччу[4]
- Вотта-кхелли[4]
- Котта[5]
- БӀавтӀи[5]
- Дан-кхелли[6]
- Циехьа[6]
- КӀонжах[6]
- Туьта-мерка[6]
- Божу[7]
- Эркие кӀогу[7]
  - Гучан-Кхела
- Хьехан дукъа[7]
- Бокин дукъ - хутор[7]
- Башан-кхелли[7]
- ГӀонат-гӀала[7]
- Гоьрдила - хутор[8]
- Чаймерка[8]
- Муьст-кхелли- хутор[8]
- Сайра - хутор[8]
- Муьшие чу- хутор[8]
- Аналие - хутор[8]
- Саьттин-Тевзана - хутор[8]
- Хьорза эркие- хутор[8]
- Ӏакъа тӀехьах - хутор[8]
- Тумаран зӀок[8]
- Тевзина - хутор[8]
  - Нихала
- Поппарашка - хутор[9]